# Länsväg AC 574.01
Länsväg AC 574.01 är en kortare övrig länsväg i Nordmalings kommun i Västerbottens län (Ångermanland) som utgår från Länsväg AC 574 och som går genom småorten Långed i Nordmalings distrikt (Nordmalings socken). Vägen är 400 meter lång och belagd med grus. Hastighetsgränsen är 50 km/h.
Vägen ansluter till:
- Länsväg AC 574 (vid Långed)